# كثربا
قرية كثربا قرية في محافظة الكرك جنوب عمان، تعد جزءا من تجمع قروي ثلاثي (عي، كثربا، جوزا) هو لواء عي.